# Stan Anderson
Stanley Anderson (27. února 1933 – 10. června 2018) byl anglický fotbalista a trenér. Jediný hráč, který kdy hrál a byl kapitánem všech týmů Velké trojky NE,[ujasnit] Sunderlandu, Newcastlu a Middlesbrough.

## Hráčská kariéra
Zdálo se, že Anderson ukončí svou kariéru v Sunderlandu, ale po 400 zápasech a 12 letech podepsal v listopadu 1963 smlouvu s Newcastlem United za 35 000 liber.

## Trenérská kariéra
V dubnu 1966 nahradil Raicha Cartera ve funkci manažera Middlesbrough a zůstal v klubu až do své rezignace v dubnu 1973, kdy byl nahrazen Jackem Charltonem. V době jeho působení klub sestoupil a postoupil do druhé fotbalové ligy. Po odchodu z Middlesbrough působil v Řecku v AEK Athény a v Anglii, kde se stal šéfem v Queens Park Rangers, Doncaster Rovers a Boltonu Wanderers, než se vzdal vedení po rezignaci v roce 1981. Pokračoval jako skaut pro různé kluby včetně Newcastlu.